# Christoph Börker
Christoph Börker (* 5. September 1936 in Magdeburg) ist ein deutscher Klassischer Archäologe.

Nach dem Studium der Klassischen Archäologie, der Klassischen Philologie sowie Alten Geschichte in München und Berlin wurde Börker am 16. November 1965 mit der Dissertation Blattkelchkapitelle. Untersuchungen zur kaiserzeitlichen Architekturornamentik in Griechenland promoviert. Im Anschluss erhielt er das einjährige Reisestipendium des Deutschen Archäologischen Instituts und bereiste in dieser Zeit beinahe alle Mittelmeerländer. Danach war er als Hochschulassistent und ab 1975, nach seiner Habilitation im Fach Klassische Archäologie, als Assistenzprofessor an der Freien Universität Berlin tätig. Einen Ruf der Universität Erlangen als C 2-Professor für Klassische Archäologie am Lehrstuhl Klaus Parlascas erhielt er 1980 und trat die Stelle 1981 an. Nach Parlascas Ausscheiden übernahm er 1990 kurzzeitig die Vertretung des Lehrstuhls, bis Peter Kranz 1991 Ordinarius wurde. Zum 30. September 2001 wurde Börker pensioniert.
Börker ist seit 1979 korrespondierendes Mitglied des Deutschen Archäologischen Instituts und war seit 1991 Mitbegründer, später als Präsident, Mitglied der Deutschen Gesellschaft zur Förderung der Unterwasserarchäologie.

## Schriften (Auswahl)
- Blattkelchkapitelle. Untersuchungen zur kaiserzeitlichen Architekturornamentik in Griechenland. Berlin 1965 (Dissertation, Berlin, Universität, 16. Nov. 1965).
- Festbankett und griechische Architektur (= Xenia. H. 4). Universitätsverlag Konstanz, Konstanz 1983, ISBN 3-87940-214-0.
- Die hellenistischen Amphorenstempel aus Pergamon (= Pergamenische Forschungen. Bd. 11). de Gruyter, Berlin / New York NY 1998, ISBN 3-11-015621-0.
- als Herausgeber mit Reinhold Merkelbach: Die Inschriften von Ephesos (= Inschriften griechischer Städte aus Kleinasien. Bd. 12). Teil 2: Nr. 101 – 599 (Repertorium). Habelt, Bonn 1979, ISBN 3-7749-1688-8.
- als Herausgeber mit Reinhold Merkelbach: Die Inschriften von Ephesos (= Inschriften griechischer Städte aus Kleinasien. Bd. 15). Teil 5: Nr. 1446 – 2000 (Repertorium). Habelt, Bonn 1980, ISBN 3-7749-1693-4.
- als Herausgeber: Das antike Rom und der Osten. Festschrift für Klaus Parlasca zum 65. Geburtstag (= Erlanger Forschungen. Bd. 56). Universitäts-Bibliothek Erlangen-Nürnberg, Erlangen 1990, ISBN 3-922135-69-2.